# Émile Bulteel
Émile Joseph Bulteel (Tourcoing, 3 agosto 1906 – Tourcoing, 21 marzo 1978) è stato un pallanuotista francese, vincitore di una medaglia di bronzo all'olimpiade di Amsterdam 1928.